# Mor Yakub kerk (Nusaybin)

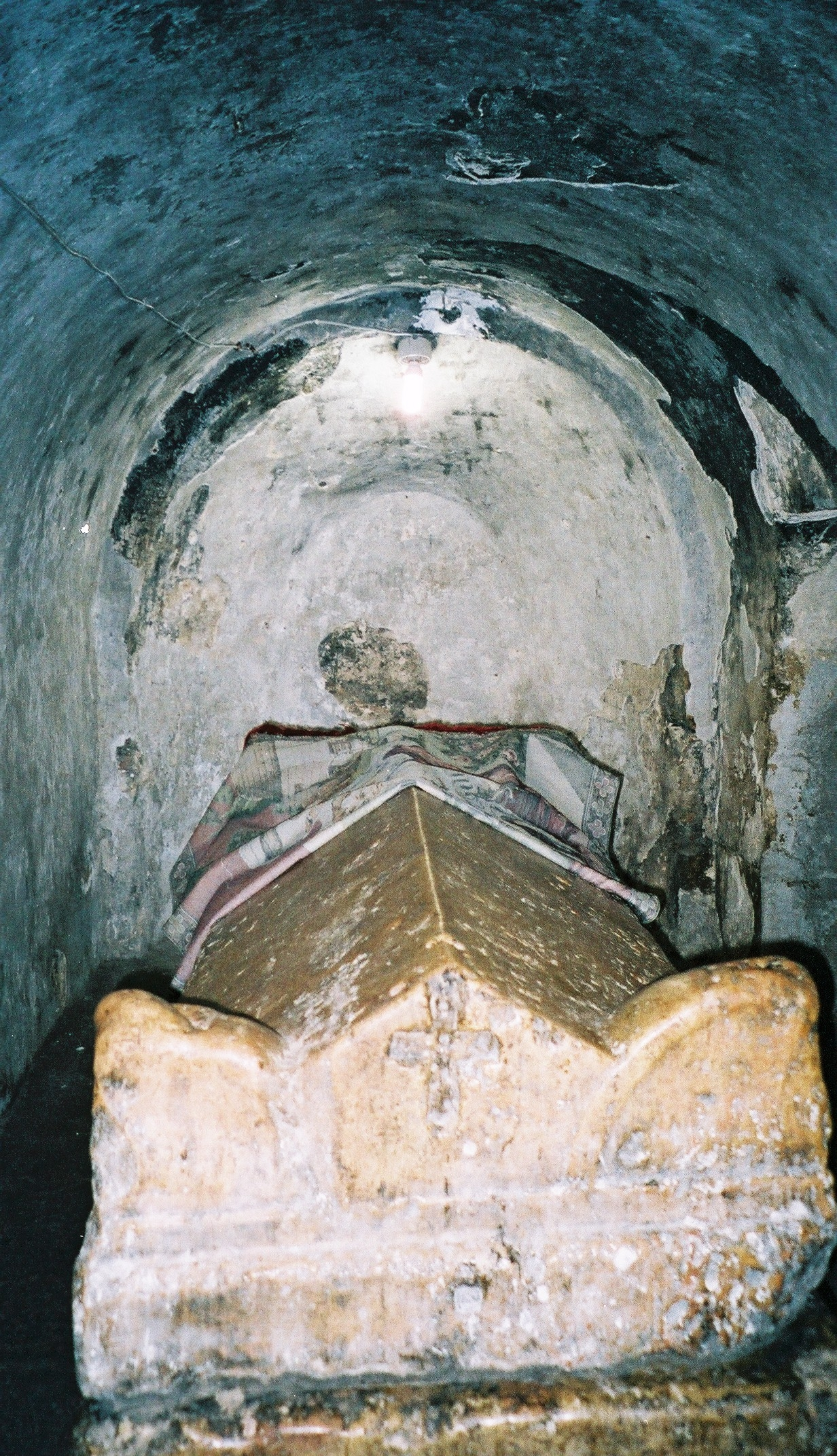
Graftombe van de heilige Jacob van Nisibis.

De Kerk van Sint-Jacob van Nisibis (Syrisch: ܥܕܬܐ ܕܡܪܝ ܝܥܩܘܒ ܕܨܝܒܝܢ , Idto d-Mor Ya'qub d-Nsibin) is een vierde-eeuws kerkgebouw in de stad Nusaybin (in de oudheid bekend als Nisibis) gewijd aan de heilige Jacob van Nisibis. De kerk is sinds lange tijd niet meer in gebruik.
De bouw van de kerk begon rond 311 (ten tijde van het Edict van Nicomedia, dat aan de christenvervolgingen een eind maakte) en was rond 320 klaar. Het is daarmee een van de oudst bekende kerken. De kerk werd gebouwd door Jacob van Nisibis, die bekendstaat als Mar (Sint) Jacob.
Rondom de kerk werd later de School van Nisibis gebouwd, een van de belangrijkste instellingen voor onderwijs in de late oudheid. De stad Nisibis was destijds een bisschopszetel van de Syrisch-orthodoxe Kerk van Antiochië en in de streek Tur Abdin waar Nisibis ligt, woonden veel christenen. Nisibis vormde lange tijd de grensplaats met het Perzische Rijk van de Sassaniden.
Het kerkgebouw heeft kapitelen van de Korinthische orde en is opgetrokken uit natuursteen. Het kerkgebouw is thans een ruïne waarvan nog maar weinig overeind staat en is opengesteld voor toeristen.